# Državni blagajnik Louisiane
Državni blagajnik Louisiane (angleško: The Louisiana State Treasurer) je izvoljeni ustavni uradnik v izvršni veji državne vlade Louisiane, odgovoren za nadzor finančnega poslovanja državne vlade. Državni blagajnik je izvoljen za štiriletni mandat. Državni blagajnik Louisiane je republikanec John Schroder .
Pretekla državna blagajnika Mary Landrieu in John Kennedy sta bila nato izvoljena v senat Združenih držav.

## Delni seznam
- Antoine Dubuclet, 1868–1878
- Edward A. Burke, 1878–1888
- A. P. Tugwell, 1936–1968
- Mary Evelyn Parker, 1968–1987
- Mary Landrieu, 1987–1996
- Ken Duncan, 1996–2000
- John Kennedy, 2000–2017
- Ron Henson, 2017
- John Schroder, 2017–danes